# Pentacalia bacopoides
Pentacalia bacopoides là một loài thực vật có hoa trong họ Cúc. Loài này được (Greenm. & Cuatrec.) Cuatrec. mô tả khoa học đầu tiên năm 1981.